# Ruta 197 (álbum)
Ruta 197 es el cuarto álbum de estudio del grupo argentino de heavy metal Tren Loco, editado en 2002 por Yugular.

## Detalles
El disco fue grabado en los estudios "Del Abasto al Pasto" en la localidad de Don Torcuato, Gran Buenos Aires, entre los meses de agosto y octubre de 2002. 
El ingeniero de grabación fue Álvaro Villagra. 
Este trabajo contó con la presencia del cantante de Horcas, Walter Meza, en el tema "Fuera de la ley".
"Identidad real" es un cover del grupo Bloke.

## Lista de canciones
| N.º | Título                     | Duración |  |
| 1.  | «Fuera de la ley»          | 3:30     |  |
| 2.  | «Pampa del Infierno»       | 5:55     |  |
| 3.  | «Ruta 197»                 | 3:55     |  |
| 4.  | «Hoy»                      | 5:06     |  |
| 5.  | «Rostro oscuro»            | 3:59     |  |
| 6.  | «Sin destino»              | 3:53     |  |
| 7.  | «Identidad real»           | 3:24     |  |
| 8.  | «Endemoniado»              | 5:47     |  |
| 9.  | «Perforando la noche»      | 4:34     |  |
| 10. | «Rostro oscuro (Acústico)» | 3:31     |  |
| 11. | «Apocalypse»               | 5:00     |  |

## Créditos
- Gustavo Zavala - Bajo
- Carlos Cabral - Voz
- Cristian Zombie Gauna - Guitarra
- Pollo Fuentes - Batería